# Сич (заказник)
Сич — загальнозоологічний заказник місцевого значення. Об'єкт розташований на території Звягельського району Житомирської області, ДП «Ємільчинське ЛГ», Глумчанське лісництво, кв. 28, 29, 30.
Площа — 344 га, статус отриманий у 2003 році.